# Hyperplatys maculata
Hyperplatys maculata là một loài bọ cánh cứng trong họ Cerambycidae.